# Championnat du monde masculin de volley-ball des moins de 19 ans 1995
Navigation
Istanbul 1993 Téhéran 1997
Le 4e Championnat du monde masculin de volley-ball des moins de 19 ans a été organisé à Porto Rico et s'est déroulé du 25 août au 2 septembre 1995.

## Classement final
| Place              | Équipe     |
| ------------------ | ---------- |
| Médaille d'or      | Brésil     |
| Médaille d'argent  | Italie     |
| Médaille de bronze | Japon      |
| 4                  | Porto Rico |
| 5                  | Taïwan     |
| 6                  | Russie     |
| 7                  | États-Unis |
| 8                  | Croatie    |
| 9                  | Espagne    |
| 9                  | Cuba       |
| 11                 | France     |
| 11                 | Tunisie    |